# 落葉 (吹奏楽曲)
『落葉』（らくよう、The Leaves Are Falling）は、アメリカの作曲家ウォーレン・ベンソンの吹奏楽曲。

## 概説
アメリカの音楽フラタニティの一つ、カッパ・ガンマ・プサイ (Kappa Gamma Psi) の委嘱で1963年11月22日から1964年1月24日にかけて作曲され、1964年4月30日にイーストマン音楽学校のイーストマン劇場でクライド・ローラーの指揮、イーストマン・ウィンド・アンサンブルの演奏により初演された。
オーストリアの詩人リルケの『形象詩集』（Das Buch der Bilder）の中の「秋」（Herbst）にインスパイアされた作品である。曲名はその一節から取られており、フルスコアには英訳された詩が記されている。
マルティン・ルターの讃美歌「神はわがやぐら」の旋律をモチーフに、遅いテンポで緊張感に満ちた透明感のあるオーケストレーションで貫かれている。作曲にあたってベンソンが意識したのは、当時の吹奏楽のための標準的なレパートリーよりも息の長い、切れ目なく続く作品を提供することと、複数の楽想を重ね合わせる「モンタージュ」の手法だった。ドナルド・ハンスバーガーは、「吹奏楽のレパートリーのなかで、間違いなく特に演奏の難しい作品の一つ」と述べている。
楽譜は1966年にアメリカのピードモント（Piedmont Music Company）から出版され、エドワード・マークス（Edward B. Marks Music Corporation）から販売された。
演奏時間は11分30秒（スコアの記載による）。

## 編成
| 木管   | 木管                          | 金管            | 金管            | 弦・打          | 弦・打                                                 |
| ------ | ----------------------------- | --------------- | --------------- | --------------- | ------------------------------------------------------ |
| Fl.    | 2, Picc.                      | Crnt.           | 3, Tp. 3        | Cb.             | ●                                                      |
| Ob.    | 2, C.A.                       | Hr.             | 4               | Timp.           | ●                                                      |
| Fg.    | 2, Cfg.                       | Tbn.            | 3               | 他              | Bells, Chimes, Tri. 2, Claves, Susp.Cym., Tam-t., B.D. |
| Cl.    | 3, Alto, Bass, C-Alto, C-Bass | Bar.            | ●               | 他              | Bells, Chimes, Tri. 2, Claves, Susp.Cym., Tam-t., B.D. |
| Sax.   | Sop. 1 Alt. 1 Ten. 1 Bar. 1   | Tub.            | ●               | 他              | Bells, Chimes, Tri. 2, Claves, Susp.Cym., Tam-t., B.D. |
| その他 | その他                        | Harp (or Piano) | Harp (or Piano) | Harp (or Piano) | Harp (or Piano)                                        |

- B♭ソプラノサクソフォーンがないときのためにもう1パートのアルトサクソフォーンが、コントラファゴットがない（もしくは重ねる）ときのためにB♭バスサクソフォーンが、それぞれオプションとして用意されている。

## 構成
Expressively, with steady rhythm (2分音符=32-34)、2分の2拍子。
前半はベンソンのオリジナルの素材によって作られており、後半はそれがほぼ忠実に繰り返されると同時に「神はわがやぐら」が重ね合わされる。